# Herrera del Duque
Herrera del Duque – gmina w Hiszpanii, w prowincji Badajoz, w Estramadurze, o powierzchni 277,31 km². W 2011 roku gmina liczyła 3707 mieszkańców.